# Arthur Navez
Pour les articles homonymes, voir Navez.
Arthur Navez est un peintre belge, né à Anvers le 17 mars 1881 et mort à Ixelles le 20 mai 1931,.
Son œuvre s'inscrit en partie dans le mouvement du fauvisme brabançon.

## Biographie

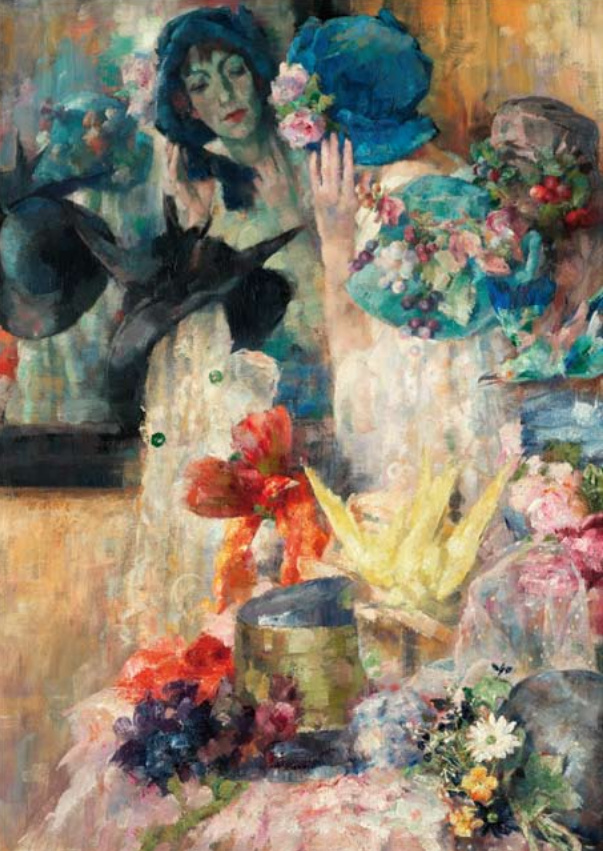
Le chapeau bleu (1917).
Les toiles d'Arthur Navez font une place importante aux reflets et aux miroirs.

Arthur Navez étudie la peinture à l'Académie royale des beaux-arts d'Anvers puis à celle de Bruxelles. En 1900, il s'installe pour quelques années à Paris où il épouse une jeune Bretonne. Il y suit l'enseignement de Jean-Léon Gérôme dans son atelier des Beaux-arts. Il retourne à Bruxelles fin 1907 où il expose en 1908 avec le collectif artistique du Sillon. Il est notamment l'ami de Jean Laudy, le peintre néerlandais, qui lui apporte son soutien. Navez s'illustre par un usage de la couleur et une sensibilité de la composition remarquables.
Au cours des années 1920, il devient décorateur de théâtre. Il s'intéresse également au cinéma notamment en assurant la direction artistique du film Le Carillon de minuit, réalisé en 1922 par Jacques de Baroncelli assisté de René Clair et Henri Chomette.